# Première Division (Togo)
La Première Division , ufficialmente Championnat National de Première Division, è la principale competizione calcistica del Togo, istituita nel 1961 e organizzata dalla Fédération Togolaise de Football, l'organo di governo del calcio nel paese, fondato nel 1960, anno dell'indipendenza del paese dalla Francia.
La FIFA riconobbe il campionato togolese nel 1961, sebbene in Togo si praticasse il calcio già dagli anni venti del Novecento. Il primo campionato fu giocato nel 1933. La massima divisione è a 16 squadre.

## Albo d'oro
- 1961:  Étoile Lomé
- 1962:  Étoile Lomé
- 1963: sconosciuto
- 1964:  Étoile Lomé
- 1965:  Étoile Lomé
- 1966:  Modèle Lomé
- 1967:  Étoile Lomé
- 1968:  Étoile Lomé
- 1969:  Modèle Lomé
- 1970:  Dynamic Togolais
- 1971:  Dynamic Togolais
- 1972:  Modèle Lomé
- 1973:  Modèle Lomé
- 1974:  Lomé 1
- 1975:  Lomé 1
- 1976:  Lomé 1
- 1977: non disputato
- 1978:  Semassi
- 1979:  Semassi
- 1980:  OC Agaza
- 1981:  Semassi
- 1982:  Semassi
- 1983:  Semassi
- 1984:  OC Agaza
- 1985:  ASFOSA
- 1986:  ASFOSA
- 1987:  Doumbé
- 1988:  ASKO Kara
- 1989:  ASKO Kara
- 1990:  Ifodjè Atakpamé
- 1991: non disputato
- 1992:  Étoile Lomé
- 1993:  Semassi
- 1994:  Semassi
- 1995:  Semassi
- 1996:  ASKO Kara
- 1997:  Dynamic Togolais
- 1998: non disputato
- 1999:  Semassi
- 2000: non completato
- 2001:  Dynamic Togolais
- 2002:  Douanes Lomé
- 2003-2004:  Dynamic Togolais
- 2004-2005:  Douanes Lomé
- 2005-2006:  Maranatha
- 2006-2007:  ASKO Kara
- 2007-2008: Non disputato
- 2008-2009:  Maranatha
- 2009-2010: non disputato
- 2010-2011: non disputato
- 2011-2012:  Dynamic Togolais
- 2013:  Anges de Notsè
- 2014:  Semassi
- 2015: non disputato
- 2016-2017:  Togo-Port
- 2017-2018:  Koroki Metete
- 2018-2019:  ASC Kara
- 2019-2020:  ASKO Kara
- 2021:  ASKO Kara
- 2021-2022:  ASKO Kara
- 2022-2023:  ASKO Kara
- 2023-2024:  ASKO Kara
- 2024-2025:  ASC Kara

## Titoli per squadra
| Club                    | Vittorie | Anni                                                       |
| ----------------------- | -------- | ---------------------------------------------------------- |
| Semassi (Sokodé)        | 10       | 1978, 1979, 1981, 1982, 1983, 1993, 1994, 1995, 1999, 2014 |
| ASKO Kara               | 9        | 1988, 1989, 1996, 2007, 2020, 2021, 2022, 2023, 2024       |
| Étoile Lomé             | 7        | 1961, 1962, 1964, 1965, 1967, 1968, 1992                   |
| Dynamic Togolais (Lomé) | 6        | 1970, 1971, 1997, 2001, 2004, 2012                         |
| Modèle Lomé             | 4        | 1966, 1969, 1972, 1973                                     |
| Lomé 1                  | 3        | 1974, 1975, 1976                                           |
| OC Agaza                | 2        | 1980, 1984                                                 |
| ASFOSA                  | 2        | 1985, 1986                                                 |
| Douanes Lomé            | 2        | 2002, 2005                                                 |
| Maranatha (Fiokpo)      | 2        | 2006, 2009                                                 |
| ASC Kara                | 2        | 2019, 2025                                                 |
| Anges de Notsè          | 1        | 2013                                                       |
| Doumbé                  | 1        | 1987                                                       |
| Ifodjè Atakpamé         | 1        | 1990                                                       |
| Koroki Metete           | 1        | 2018                                                       |
| Togo-Port               | 1        | 2017                                                       |